# 七姐妹瀑布 (印度)
七姐妹瀑布是一个七段式瀑布，位于印度梅加拉亚邦東卡希山縣。該瀑布从315米（1033英尺）的高度落下，平均宽度为70米（230英尺）。因此它也是印度最高的瀑布之一。